# Aspilatopsis hemigrammata
Aspilatopsis hemigrammata là một loài bướm đêm trong họ Geometridae.